# Mesembryanthemoideae
Mesembryanthemoideae es una subfamilia de plantas suculentas perteneciente a la familia Aizoaceae. Clásicamente, se compone esencialmente de los géneros enumerados abajo, pero estudios recientes, tanto morfológicos como citológicos, ponen en duda tales divisiones y establecen que la mayoría de ellos pertenecen a un género único (Mesembryanthemum), los demás quedando como meros sinónimos. La subfamilia, así prácticamente reducida a monogenérica, comprendería unas 100 especies, mientras el sistema clásico describía más de 1.300 especies, subespecies, variedades, formas, y cultivares dentro de la subfamilia.

## Géneros
- Aptenia
- Aspazoma
- Brownanthus
- Caulipsolon
- Dactylopsis
- Mesembryanthemum
- Phyllobolus
  - P. subgen. Phyllolobus
  - P. subgen. Aridaria
  - P. subgen. Prenia
  - P. subgen. Sceletium
  - P. subgen. Sphalmanthus
- Pseudobrownanthus
- Psilocaulon
- Synaptophyllum